# Base de la Fuerza Aérea Wright-Patterson
La base de la Fuerza Aérea Wright-Patterson es un lugar designado por el censo ubicado en el condado de Greene en el estado estadounidense de Ohio. En el Censo de 2010 tenía una población de 1821 habitantes y una densidad poblacional de 70,25 personas por km².

## Geografía
La base Wright-Patterson se encuentra ubicada en las coordenadas 39°49′19″N 84°3′00″O / 39.82194, -84.05000. Según la Oficina del Censo de los Estados Unidos, Wright-Patterson tiene una superficie total de 25,92 km², de los cuales 25,72 km² corresponden a tierra firme y 0,21 km² son agua.

## Demografía
Según el censo de 2010, había 1821 personas residiendo en Wright-Patterson. La densidad de población era de 70,25 hab./km². De los 1821 habitantes, Wright-Patterson estaba compuesto por el 79,68% blancos, el 10,71% eran afroamericanos, el 0,11% eran amerindios, el 3,19% eran asiáticos, el 0,16% eran isleños del Pacífico, el 1,76% eran de otras razas y el 4,39% pertenecían a dos o más razas. Del total de la población el 7,52% eran hispanos o latinos de cualquier raza.